# 科林 (捷克)
科林是捷克的城鎮，位於該國中部易北河畔，距離首都布拉格55公里，由中波希米亞州負責管轄，面積34.97平方公里，海拔高度220米，2011年人口31,207。

## 外部連結
- Municipal website （页面存档备份，存于）
- Link to Toyota Peugeot Citroën Automobile
- unofficial web site about the beautiful Czech City – Kolín
- Kolín pictures （页面存档备份，存于）